# Hakea aculeata
Hakea aculeata är en tvåhjärtbladig växtart som beskrevs av Alexander Segger George. Hakea aculeata ingår i släktet Hakea och familjen Proteaceae. Inga underarter finns listade i Catalogue of Life.